# Ælfgifu d'York
Pour les articles homonymes, voir Ælfgifu.
Ælfgifu (fl. vers 970 – 1002) est la première épouse du roi d'Angleterre Æthelred le Malavisé.

## Biographie
L'ascendance d'Ælfgifu ne figure pas dans les sources antérieures à la conquête normande de l'Angleterre. On trouve deux traditions distinctes dans les sources postérieures : selon Jean de Worcester, elle est la fille d'un certain comte Æthelberht, tandis que selon Aelred de Rievaulx, son père s'appelle Thored. La plus vraisemblable est la seconde : elle serait alors la fille de l'ealdorman Thored qui gouverne la moitié sud de la Northumbrie dans les années 980. Ce mariage aurait alors visé à renforcer l'influence de la couronne dans le Nord de l'Angleterre. Néanmoins, certains historiens modernes préfèrent postuler l'existence de deux femmes distinctes, la première fille d'Æthelberht et la seconde fille de Thored.
Ælfgifu épouse le roi Æthelred le Malavisé vers le milieu des années 980. Elle lui donne six fils et plusieurs filles :
- Æthelstan (mort en 1014) ;
- Ecgberht (mort vers 1005) ;
- Edmond (mort en 1016) ;
- Eadred (mort avant 1013) ;
- Eadwig (mort en 1017) ;
- Edgar (mort vers 1008) ;
- Eadgyth, mariée à l'ealdorman de Mercie Eadric Streona ;
- Ælfgifu, mariée à l'ealdorman de Northumbrie Uchtred le Hardi ;
- Wulfhild, mariée au thegn d'Est-Anglie Ulfcytel Snillingr, puis au comte d'Est-Anglie Thorkell le Grand (elle n'apparaît que dans une tradition tardive préservée dans le Flateyjarbók[4]) ;
- une abbesse de Wherwell.

Contrairement à Ælfthryth, la mère de son mari, Ælfgifu ne semble pas avoir occupé une position importante à la cour : elle ne témoigne ainsi sur aucune des chartes d'Æthelred. Elle n'éduque pas non plus son fils aîné, qui est confié à Ælfthryth et à une nourrice. Son effacement est tel qu'on ignore jusqu'à sa date de décès. Dans la mesure où Æthelred se remarie avec Emma de Normandie en 1002, Ælfgifu est vraisemblablement morte cette année-là au plus tard.